# مستشفى واتس
مستشفى واتس (بالإنجليزية: Watts Hospital) كان أول مستشفى في مدينة دورهام بولاية كارولاينا الشمالية، الولايات المتحدة. افتُتح عام 1895، وقدم خدمات طبية للمقيمين المحليين لأكثر من 80 عامًا قبل إغلاقه عام 1976.

## التاريخ
أسس المستشفى جورج واشنطن واتس، وهو صناعي ومحسن بارز في منطقة دورهام، تكريمًا لذكرى ابنته. بدأ كمستشفى صغير بسعة سريرية محدودة، ثم انتقل إلى موقعه الحالي في شارع برود (Broad Street) عام 1909 في مبانٍ جديدة بُنيت على الطراز المعماري الإسباني الاستعماري.
خلال منتصف القرن العشرين، أصبح المستشفى واحدًا من المؤسسات الطبية الرائدة في المنطقة. ومع ذلك، في ظل التغيرات السياسية والاجتماعية المتعلقة بسياسات الصحة والاندماج العرقي، قررت السلطات إنشاء مستشفى عام موحد يخدم جميع سكان المقاطعة، مما أدى إلى إغلاق مستشفى واتس في عام 1976.

## الجدل والتمييز العنصري
منذ تأسيسه وحتى الستينيات، كان مستشفى واتس يُمارس الفصل العنصري، حيث لم يكن يقبل المرضى السود أو يسمح لهم بتلقي العلاج في نفس المرافق المخصصة للبيض، مما أدى إلى انتقادات مجتمعية متزايدة.
في أواخر الستينيات، ومع تصاعد حركة الحقوق المدنية، واجه المستشفى ضغطًا شعبيًا وحكوميًا لتوحيد الخدمات الصحية دون تمييز. وقد لعب هذا الجدل دورًا أساسيًا في اتخاذ قرار إغلاق مستشفى واتس وإنشاء مستشفى المقاطعة الإقليمي في دورهام (Duke Regional Hospital) كمرفق عام ومتكامل مفتوح لكافة السكان بغض النظر عن العرق.

## العمارة
تميزت مباني المستشفى بتصميمها على طراز النهضة الاستعمارية الإسبانية، والذي يشمل:
- جدران بيضاء من الجص
- أسطح مغطاة بالبلاط الأحمر
- أقواس وزخارف معمارية تقليدية

## ما بعد الإغلاق
بعد إغلاقه، تُركت مباني المستشفى لفترة دون استخدام. لاحقًا، تم ترميمها وتحويلها إلى مقر مدرسة الرياضيات والعلوم في كارولاينا الشمالية (NCSSM)، وهي مدرسة ثانوية حكومية مرموقة لطلبة المتفوقين في الرياضيات والعلوم، افتُتحت عام 1980.

## الإدراج التاريخي
أُدرج مجمع مستشفى واتس ضمن السجل الوطني للأماكن التاريخية في 11 أغسطس 1978، لما له من قيمة معمارية وتاريخية في تطور الرعاية الصحية في جنوب الولايات المتحدة.